# Dekanat wrzesiński II
Dekanat wrzesiński II – jeden z 30 dekanatów archidiecezji gnieźnieńskiej, składa się z 8 parafii.

## Parafie dekanatu wrzesińskiego II
- Parafia Świętego Krzyża w Bieganowie
- Parafia św. Filipa i Jakuba w Gozdowie
- Parafia św. Marcina w Kaczanowie
- Parafia Najświętszego Serca Pana Jezusa w Węgierkach
- Parafia św. Kazimierza Królewicza we Wrześni
- Parafia św. Królowej Jadwigi we Wrześni
- Parafia Świętego Ducha we Wrześni
- Parafia św. Mikołaja w Zielińcu